# Ketzerbachtal
Ketzerbachtal là một đô thị thuộc huyện Meißen, bang Sachsen, Đức. Đô thị Ketzerbachtal có diện tích 45,38 km², dân số thời điểm ngày 31 tháng 12 năm 2006 là 2862 người.